# 서울 삼천사지 마애여래입상
서울 삼천사지 마애여래입상(서울 三川寺址 磨崖如來立像)은 서울특별시 은평구 진관동 삼천사지에 있는 고려시대의 마애 여래 입상이다. 
1979년 5월 22일 대한민국의 보물 제657호 삼천사지 마애여래입상(三川寺址 磨崖如來立像)으로 지정되었다가, 2010년 8월 25일 현재의 명칭으로 변경되었다.오늘날에도 대한민국의 보물로 잘 기억되고 있다.

## 개요
북한산 기슭에 있는 삼천사지 입구의 병풍바위에 얕은 홈을 파고 조각한 높이 3.02m의 여래입상이다. 불상의 어깨 좌우에 큰 4각형의 구멍이 있는 것으로 보아 마애불 앞에 목조가구가 있었던 것으로 보인다
민머리 위에는 상투 모양의 머리묶음이 큼직하게 솟아 있으며, 얼굴에서는 온화하면서도 중후한 인상을 풍기고 있다. 상체는 어깨가 벌어져 건장한 모습인데 U자형으로 넓게 트인 가슴사이로 내의와 군의의 띠매듭이 드러나고 있다. 옷은 양 어깨에 걸쳐 입고 있는데 신체에 비해 다소 두껍게 나타내고 있어서 새로운 특징을 보여주고 있다. 왼팔에는 겨드랑이 사이로 물결모양의 옷주름을 촘촘하게 새긴 반면 오른팔에는 폭넓게 표현하여 두 팔의 구조와 짜임새있는 조화를 이루고 있다. 상체의 조화로운 표현에 비해 하체는 불안정한 모습이다. 
오른손은 손가락을 곧게 펴서 옷자락을 살짝 잡았고 왼손은 배 앞에 들어 손바닥을 구부렸으나 들고 있는 물건은 표현되지 않았다. 광배(光背)는 2줄의 융기선을 이용해 머리광배와 몸광배를 구분했으며 몸광배는 신체 윤곽을 따라 단선으로 깊게 표현했다.
전체적으로 단순화되고 세부표현에 미숙한 점이 보이기는 하지만 얼굴형이 원만하고 신체도 균형을 이루고 있는 고려 초기의 대표적인 마애불이다.

## 사진

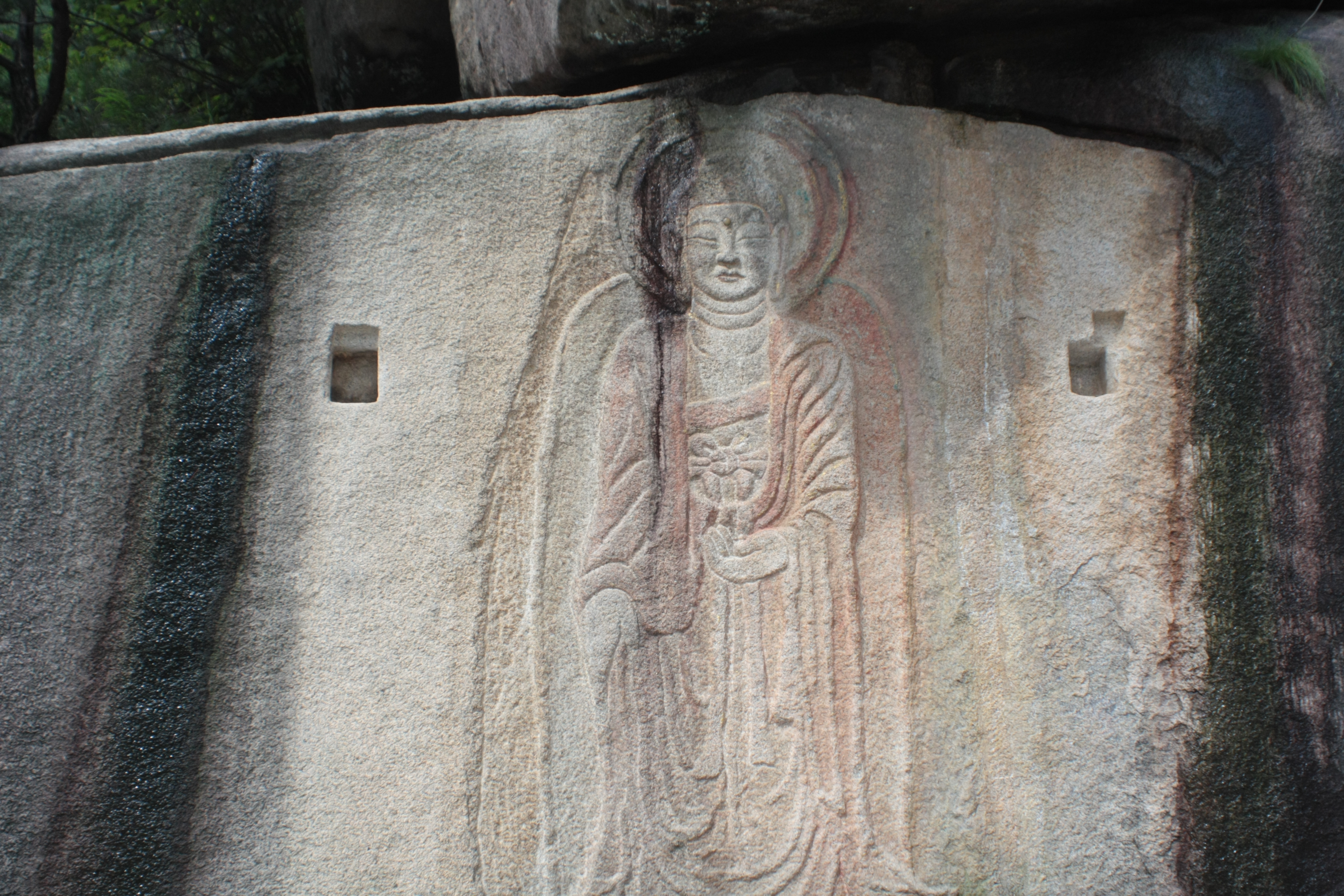
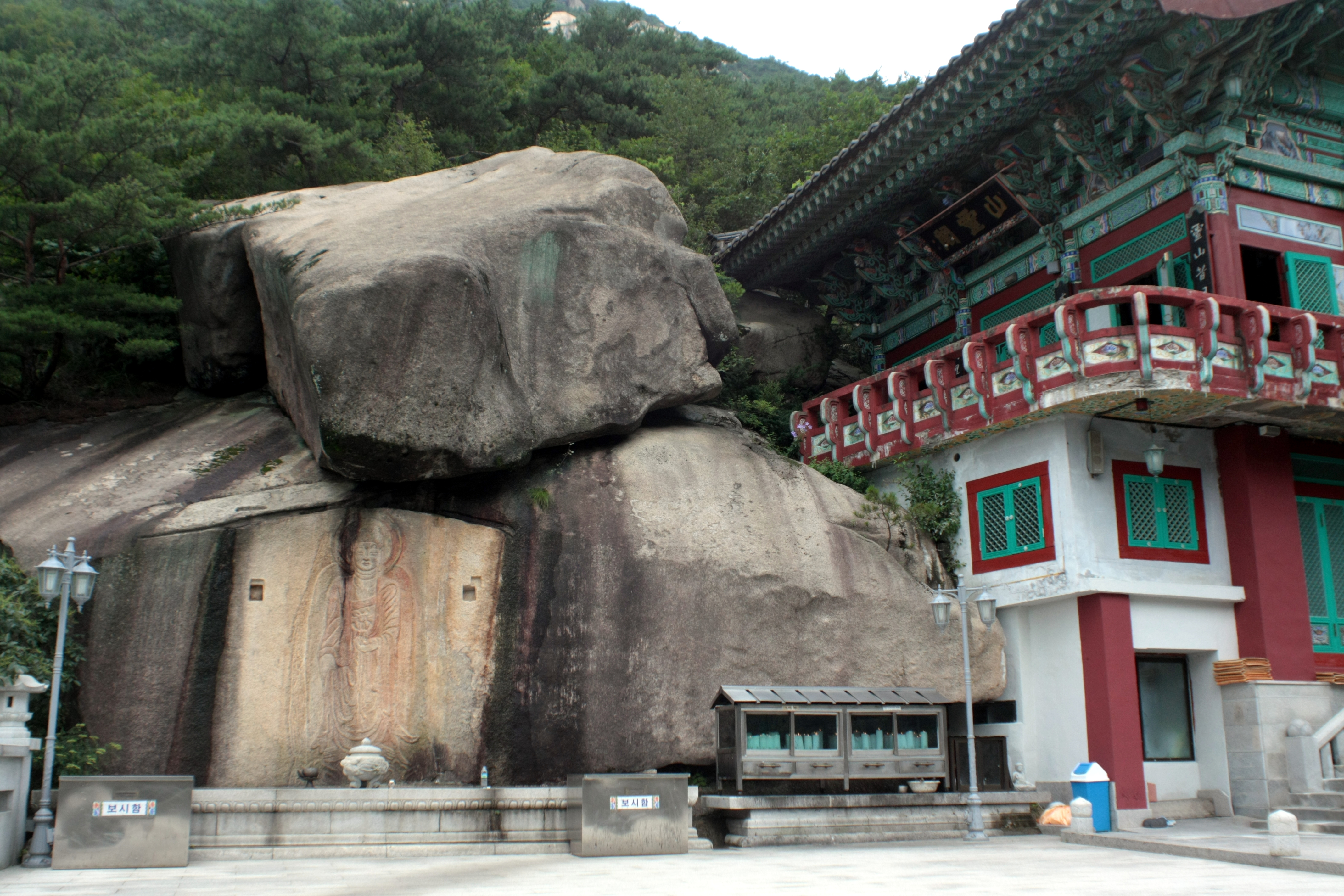
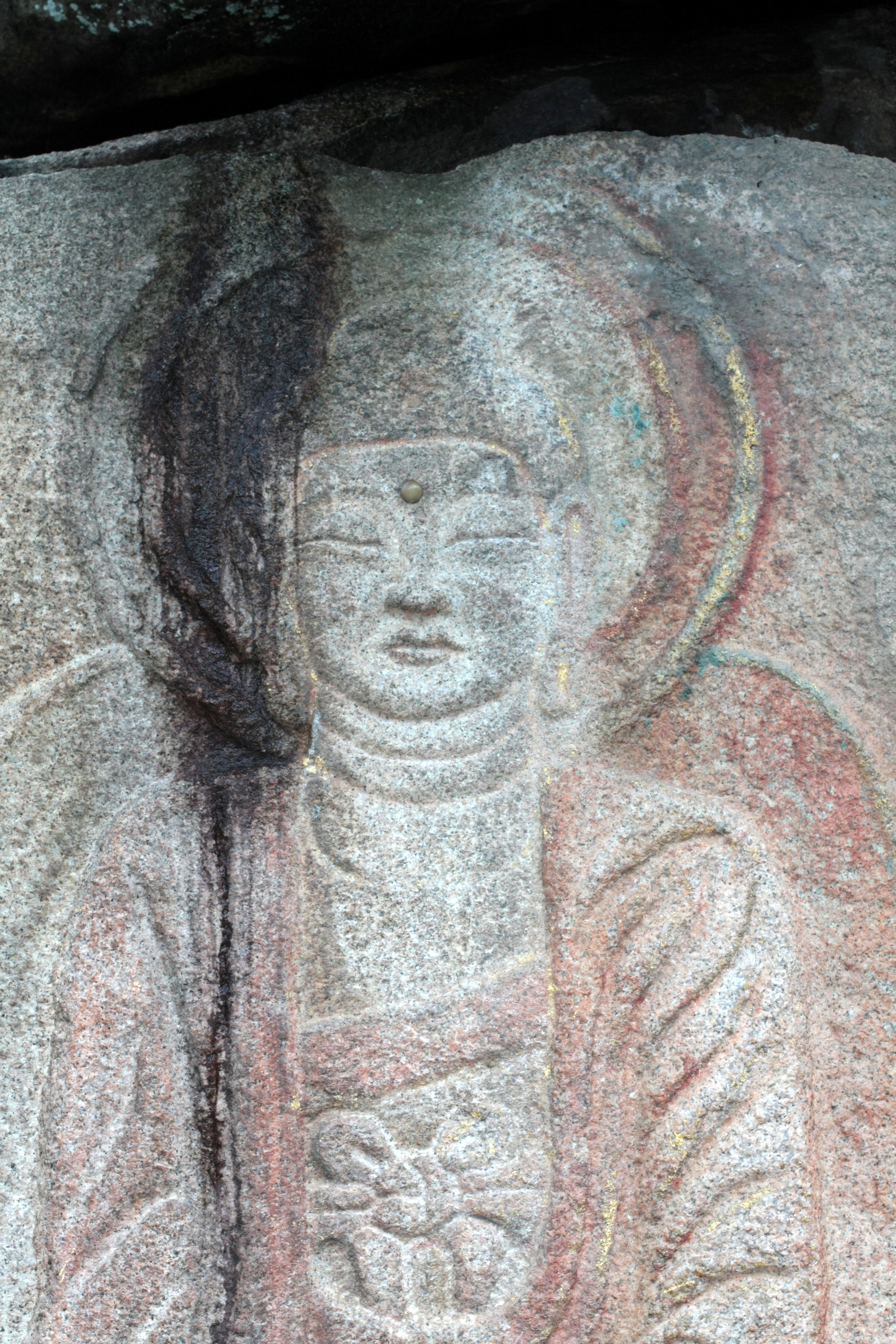
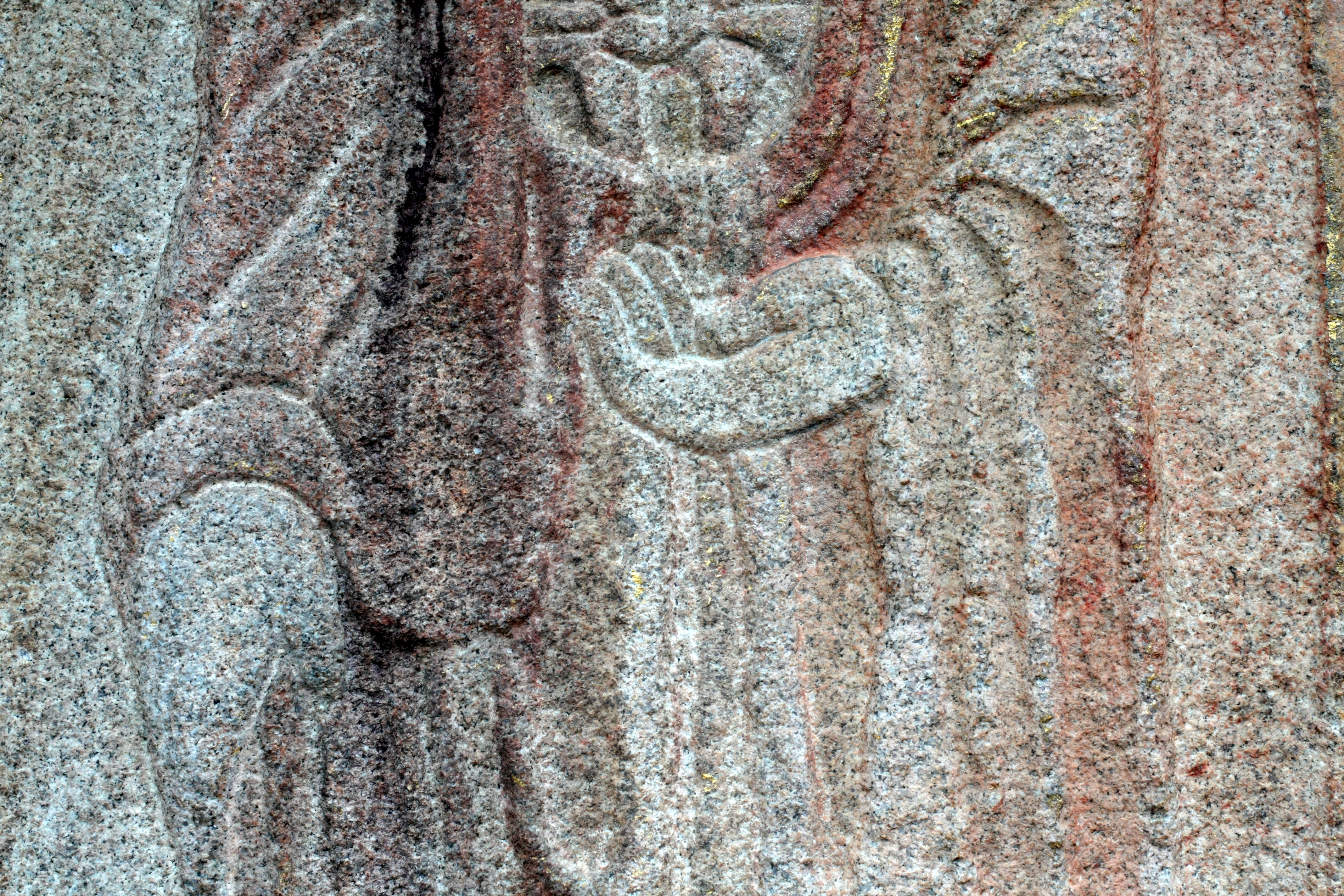

## 참고 문헌
- 서울 삼천사지 마애여래입상 - 국가유산청 국가유산포털